# 튤립 혁명
튤립 혁명(Tulip Revolution) 또는 제1차 키르기스 혁명(First Kyrgyz Revolution)은 2005년 2월 27일과 3월 13일 두 번에 걸쳐서 행해진 키르기스스탄의 의회 선거 이후 일어난 사건이다. 당시 키르기스스탄 집권여당이 총선에서 압승을 거두는 과정에서 전국적인 선거 부정을 저질렀고, 이에 대한 의혹이 제기되면서 전국적으로 반정부 운동이 벌어지기 시작했다. 결국 15년간 장기 집권했던 아스카르 아카예프 대통령은 러시아로 도피했고, 니콜라이 타나예프 총리 역시 사임했다. 이후 선거를 거쳐 쿠르만베크 바키예프가 대통령으로 당선됐다. 레몬 혁명, 핑크 혁명으로도 불린다.

## 기원
혁명의 초기 단계에서 언론은 불안을 "핑크", "레몬", "실크" 또는 "수선화"(Daffodil) 혁명으로 다양하게 언급했다. "튤립 혁명"이라는 용어를 만든 사람은 바키예프 자신이었다. 당시 연설에서 그는 키르기스스탄에서는 그러한 "색채 혁명"이 일어나서는 안 된다고 경고했다. 색깔이나 꽃 용어를 사용하는 것은 조지아의 비폭력적인 장미 혁명, 우크라이나의 오렌지 혁명(2004), 체코슬로바키아의 벨벳 혁명(1989), 포르투갈의 카네이션 혁명(1974)과 유사성을 불러일으켰다.
조지아 자유 연구소의 전 회원이자 조지아 국회 국방안보위원회 의장인 기비 타르가마제(Givi Targamadze)는 비폭력 투쟁 기술에 관해 우크라이나 야당 지도자들과 협의했다. 그는 나중에 튤립 혁명 동안 키르기스스탄 야당 지도자들에게 조언을 제공했다.

## 같이 보기
- 색깔 혁명